# (11782) Nikolajivanov
(11782) Nikolajivanov est un astéroïde de la ceinture principale.

## Description
(11782) Nikolajivanov est un astéroïde de la ceinture principale. Il fut découvert le 8 octobre 1969 à Nauchnyj par Lioudmila Tchernykh. Il présente une orbite caractérisée par un demi-grand axe de 2,41 UA, une excentricité de 0,18 et une inclinaison de 2,4° par rapport à l'écliptique.

## Compléments